# Gewichtheffen op de Olympische Zomerspelen 1964
Gewichtheffen is een van de sporten die beoefend werden tijdens de Olympische Zomerspelen 1964 in Tokio.
De wedstrijden vormden tegelijkertijd de Wereldkampioenschappen gewichtheffen van dat jaar.

## Heren

### bantamgewicht (tot 56 kg)
| rang   | sporter(s)       | land | drukken  | trekken  | stoten   | totaal   |
| ------ | ---------------- | ---- | -------- | -------- | -------- | -------- |
| Goud   | Aleksej Vachonin | URS  | 110.0 kg | 105.0 kg | 142.5 kg | 357.5 kg |
| Zilver | Imre Földi       | HUN  | 115.0 kg | 102.5 kg | 137.5 kg | 355.0 kg |
| Brons  | Shiro Ichinoseki | JPN  | 100.0 kg | 110.0 kg | 137.5 kg | 347.5 kg |
| 4      | Henryk Trębicki  | POL  | 105.0 kg | 102.5 kg | 135.0 kg | 342.5 kg |
| 5      | Young Moo-shin   | KOR  | 97.5 kg  | 107.5 kg | 135.0 kg | 340.0 kg |
| 6      | Yukio Furuyama   | JPN  | 105.0 kg | 100.0 kg | 130.0 kg | 335.0 kg |
| 7      | Yu In-ho         | KOR  | 97.5 kg  | 100.0 kg | 137.5 kg | 335.0 kg |
| 8      | Martin Dias      | GUY  | 100.0 kg | 102.5 kg | 132.5 kg | 335.0 kg |

### vedergewicht (tot 60 kg)
| rang   | sporter(s)          | land | drukken  | trekken  | stoten   | totaal   |
| ------ | ------------------- | ---- | -------- | -------- | -------- | -------- |
| Goud   | Yoshinobu Miyake    | JPN  | 122.5 kg | 122.5 kg | 152.5 kg | 397.5 kg |
| Zilver | Isaac Berger        | USA  | 122.5 kg | 107.5 kg | 152.5 kg | 382.5 kg |
| Brons  | Mieczysław Nowak    | POL  | 112.5 kg | 115.0 kg | 150.0 kg | 377.5 kg |
| 4      | Hiroshi Fukuda      | JPN  | 120.0 kg | 115.0 kg | 140.0 kg | 375.0 kg |
| 5      | Sebastino Mannironi | ITA  | 112.5 kg | 112.5 kg | 145.0 kg | 370.0 kg |
| 6      | Kim Hae-nam         | KOR  | 115.0 kg | 112.5 kg | 140.0 kg | 367.5 kg |
| 7      | Rudolf Kozłowski    | POL  | 110.0 kg | 107.5 kg | 140.0 kg | 357.5 kg |
| 8      | Hosni Abbas         | RAU  | 105.0 kg | 100.0 kg | 137.5 kg | 342.5 kg |

### lichtgewicht (tot 67.5 kg)
| rang   | sporter(s)           | land | drukken  | trekken  | stoten   | totaal   |
| ------ | -------------------- | ---- | -------- | -------- | -------- | -------- |
| Goud   | Waldemar Baszanowski | POL  | 132.5 kg | 135.0 kg | 165.0 kg | 432.5 kg |
| Zilver | Vladimir Kaploenov   | URS  | 140.0 kg | 127.5 kg | 165.0 kg | 432.5 kg |
| Brons  | Marian Zieliński     | POL  | 140.0 kg | 120.0 kg | 160.0 kg | 420.0 kg |
| 4      | Anthony Garcy        | USA  | 127.5 kg | 125.0 kg | 160.0 kg | 412.5 kg |
| 5      | Zdeněk Otáhal        | TCH  | 130.0 kg | 117.5 kg | 152.5 kg | 400.0 kg |
| 6      | Hiroshi Yamazaki     | JPN  | 120.0 kg | 120.0 kg | 157.5 kg | 397.5 kg |
| 7      | Parviz Jalayer       | IRI  | 120.0 kg | 120.0 kg | 155.0 kg | 395.0 kg |
| 8      | Alfred Kornprobst    | EUA  | 122.5 kg | 112.5 kg | 150.0 kg | 385.0 kg |

### middengewicht (tot 75 kg)
| rang   | sporter(s)        | land | drukken  | trekken  | stoten   | totaal   |
| ------ | ----------------- | ---- | -------- | -------- | -------- | -------- |
| Goud   | Hans Zdražila     | TCH  | 130.0 kg | 137.5 kg | 177.5 kg | 445.0 kg |
| Zilver | Viktor Koerentsov | URS  | 135.0 kg | 130.0 kg | 175.0 kg | 440.0 kg |
| Brons  | Masahi Ohuchi     | JPN  | 140.0 kg | 135.0 kg | 162.5 kg | 437.5 kg |
| 4      | Lee Jong-sup      | KOR  | 130.0 kg | 127.5 kg | 175.0 kg | 432.5 kg |
| 5      | Sadahiro Miwa     | JPN  | 120.0 kg | 132.5 kg | 170.0 kg | 422.5 kg |
| 6      | Mihály Huszka     | HUN  | 135.0 kg | 125.0 kg | 160.0 kg | 420.0 kg |
| 7      | Rolf Maier        | FRA  | 130.0 kg | 122.5 kg | 165.0 kg | 417.5 kg |
| 8      | Veliko Konarov    | BUL  | 130.0 kg | 130.0 kg | 155.0 kg | 415.0 kg |

### lichtzwaargewicht (tot 82.5 kg)
| rang   | sporter(s)          | land | drukken  | trekken  | stoten   | totaal   |
| ------ | ------------------- | ---- | -------- | -------- | -------- | -------- |
| Goud   | Rudolf Pljoekfelder | URS  | 150.0 kg | 142.5 kg | 182.5 kg | 475.0 kg |
| Zilver | Géza Tóth           | HUN  | 145.0 kg | 137.5 kg | 185.0 kg | 467.5 kg |
| Brons  | Győző Veres         | HUN  | 155.0 kg | 135.0 kg | 177.5 kg | 467.5 kg |
| 4      | Jerzy Kaczkowski    | POL  | 145.0 kg | 135.0 kg | 177.5 kg | 457.5 kg |
| 5      | Gary Cleveland      | USA  | 152.5 kg | 135.0 kg | 167.5 kg | 455.0 kg |
| 6      | Lee Hyung-woo       | KOR  | 145.0 kg | 132.5 kg | 175.0 kg | 452.5 kg |
| 7      | Kaarlo Kangasniemi  | FIN  | 150.0 kg | 135.0 kg | 165.0 kg | 450.0 kg |
| 8      | Karl Arnold         | EUA  | 140.0 kg | 132.5 kg | 167.5 kg | 435.0 kg |

### middenzwaargewicht (tot 90 kg)
| rang   | sporter(s)         | land | drukken  | trekken  | stoten   | totaal   |
| ------ | ------------------ | ---- | -------- | -------- | -------- | -------- |
| Goud   | Vladimir Golovanov | URS  | 165.0 kg | 142.5 kg | 180.0 kg | 487.5 kg |
| Zilver | Louis Martin       | GBR  | 155.0 kg | 140.0 kg | 180.0 kg | 475.0 kg |
| Brons  | Ireneusz Paliński  | POL  | 150.0 kg | 135.0 kg | 182.5 kg | 467.5 kg |
| 4      | William March      | USA  | 155.0 kg | 135.0 kg | 177.5 kg | 467.5 kg |
| 5      | Lazăr Baroga       | ROU  | 145.0 kg | 135.0 kg | 180.0 kg | 460.0 kg |
| 6      | Árpád Nemessányi   | HUN  | 140.0 kg | 142.5 kg | 177.5 kg | 460.0 kg |
| 7      | Jouni Kailajärvi   | FIN  | 145.0 kg | 127.5 kg | 180.0 kg | 452.5 kg |
| 8      | Peter Tatsjev      | BUL  | 145.0 kg | 130.0 kg | 170.0 kg | 445.0 kg |

### zwaargewicht (boven 90 kg)
| rang   | sporter(s)              | land | drukken  | trekken  | stoten   | totaal   |
| ------ | ----------------------- | ---- | -------- | -------- | -------- | -------- |
| Goud   | Leonid Zjabotinski      | URS  | 187.5 kg | 167.5 kg | 217.5 kg | 572.5 kg |
| Zilver | Joeri Vlasov            | URS  | 197.5 kg | 162.5 kg | 210.0 kg | 570.0 kg |
| Brons  | Norbert Schemansky      | USA  | 180.0 kg | 165.0 kg | 192.5 kg | 537.5 kg |
| 4      | Gary Gubner             | USA  | 175.0 kg | 150.0 kg | 187.5 kg | 512.5 kg |
| 5      | Károly Ecser            | HUN  | 175.0 kg | 147.5 kg | 185.0 kg | 507.5 kg |
| 6      | Mohamed Mahmoud Ibrahim | RAU  | 162.5 kg | 145.0 kg | 187.5 kg | 495.0 kg |
| 7      | Ivan Vesselinov         | BUL  | 165.0 kg | 135.0 kg | 190.0 kg | 490.0 kg |
| 8      | Hwang Ho-dong           | KOR  | 162.5 kg | 135.0 kg | 185.0 kg | 482.5 kg |

## Medaillespiegel
| rang   | land              | goud | zilver | brons | totaal |
| ------ | ----------------- | ---- | ------ | ----- | ------ |
| 1      | Sovjet-Unie       | 4    | 3      | 0     | 7      |
| 2      | Polen             | 1    | 0      | 3     | 4      |
| 3      | Japan             | 1    | 0      | 2     | 3      |
| 4      | Tsjecho-Slowakije | 1    | 0      | 0     | 1      |
| 5      | Hongarije         | 0    | 2      | 1     | 3      |
| 6      | Verenigde Staten  | 0    | 1      | 1     | 2      |
| 7      | Groot-Brittannië  | 0    | 1      | 0     | 1      |
| totaal | totaal            | 7    | 7      | 7     | 21     |

Athene 1896 · 
St. Louis 1904 · 
Antwerpen 1920 · 
Parijs 1924 · 
Amsterdam 1928 · 
Los Angeles 1932 · 
Berlijn 1936 · 
Londen 1948 · 
Helsinki 1952 · 
Melbourne 1956 · 
Rome 1960 · 
Tokio 1964 · 
Mexico-stad 1968 · 
München 1972 · 
Montréal 1976 · 
Moskou 1980 · 
Los Angeles 1984 · 
Seoel 1988 · 
Barcelona 1992 · 
Atlanta 1996 · 
Sydney 2000 · 
Athene 2004 · 
Peking 2008 · 
Londen 2012 · 
Rio de Janeiro 2016 · 
Tokio 2020 · 
Parijs 2024 · 
Los Angeles 2028 
Medaillewinnaars
Atletiek · Basketbal · Boksen · Gewichtheffen · Hockey · Honkbal (demonstratie) · Judo · Kanovaren · Moderne vijfkamp · Paardensport · Roeien · Schermen · Schietsport · Schoonspringen · Turnen · Voetbal · Volleybal · Waterpolo · Wielersport · Worstelen · Zeilen · Zwemmen